# Veliko svetišče Ise
Veliko svetišče Ise (伊勢神宮, Ise džingū), ki stoji v kraju Ise, prefektura Mie na Japonskem, je šintoistično svetišče, posvečeno boginji sonca Amaterasu. Ise džingū, uradno znan preprosto kot Dingū (神宮), je kompleks svetišč, sestavljen iz številnih šintoističnih svetišč, osredotočenih na dve glavni svetišči, Naikū (内宮) in Gekū (外宮).
Notranje svetišče, Naikū (uradno znano tudi kot Kōtai džingū), je v mestu Udži-tači, južno od osrednjega Isej, in je posvečeno čaščenju Amaterasu, kjer naj bi prebivala. Stavbe svetišča so izdelane iz masivnega lesa ciprese in ne uporabljajo žebljev, temveč spojen les. Zunanje svetišče Gekū (uradno znano tudi kot Tojouke Daidžingū) je  približno šest kilometrov od Naikuja in je posvečeno Tojouke-Ōmikami, bogu kmetijstva, žetve riža in industrije. Poleg Naikū in Gekū je v mestu Ise in okoliških območjih dodatnih 123 šintoističnih svetišč, od katerih jih je 91 povezanih z Naikūjem in 32 z Gekūjem.
Svetišče, domnevno dom svetega ogledala, je eno najsvetejših in najpomembnejših krajev šintoizma. Dostop do obeh lokacij je strogo omejen, širši javnosti pa ni dovoljeno mimo vida slamnatih streh osrednjih struktur, skritih za štirimi visokimi lesenimi ograjami. Vendar pa se lahko turisti prosto sprehajajo po gozdu, vključno z okrasnimi sprehajalnimi potmi, ki izvirajo iz obdobja Meidži.
V obdobju Edo se ocenjuje, da je eden od desetih Japoncev izvedel romanje Okage Mairi v svetišče. V skladu s tem je romanje v svetišče cvetelo tako komercialno kot versko. Po zgodovinskih dokumentih je leta 1625 v 50 dneh svetišče obiskalo 3,62 milijona ljudi, leta 1829 pa je svetišče v treh dneh obiskalo 1,18 milijona ljudi, ko je potekal veliki festival, ki poteka vsakih 20 let. Ker svetišče velja za svetišče, varnostnih pregledov niso izvajali, saj so ga verniki označili za svetoskrunstvo. Dve glavni svetišči Ise povezuje romarska cesta, ki poteka skozi staro zabaviščno četrt Furuiči.
Glavni duhovnik ali svečenica svetišča Ise mora prihajati iz japonske cesarske hiše in je odgovoren za bdenje nad svetiščem. Trenutna visoka svečenica svetišča je hči cesarja Emeritusa Akihita, Sayako Kuroda.

## Ustanovitev svetišča
Po Nihon Šoki se je pred približno 2000 leti božanska Jamatohime-no-mikoto, hči cesarja Suinina, odpravila z gore Miva v sodobni prefekturi Nara, da bi poiskala stalno lokacijo za čaščenje boginje Amaterasu, tavala je 20 let skozi regije Omi in Mino. Njeno iskanje jo je na koncu pripeljalo v Ise, v sodobni prefekturi Mie, kjer naj bi ustanovila Naikū, potem ko je slišala glas Amaterasu, ki pravi: »(Ise) je osamljena in prijetna dežela. V tej deželi želim živeti«. Pred potovanjem Jamatohime-no-mikoto so Amaterasu častili v cesarski rezidenci v Jamatu, nato pa za kratek čas v Kasanui v vzhodni kotlini Nare. Ko je princesa Jamatohime-no-mikoto prispela v vas Udži-tači, je postavila petdeset zvonov, ki so označili območje kot svetišče boginje Amaterasu, zato se reka imenuje Isuzu ali petdeset zvonov.
Poleg tradicionalnega datuma ustanovitve 4. pr. n. št. so bili za ustanovitev Naikuja in Gekūja predlagani drugi datumi 3. in 5. stoletja. Prvo stavbo svetišča v Naikūju je postavil cesar Tenmu (678–686), prvo obredno obnovo pa je izvedla njegova žena, cesarica Džitō, leta 692.
Svetišče je bilo najpomembnejše v skupini svetišč, ki so postala predmet cesarskega pokroviteljstva v zgodnjem obdobju Heian. Leta 965 je cesar Murakami ukazal poslati cesarske glasnike, ki so poročali o pomembnih dogodkih japonskemu kamiju. Ti heihaku so bili sprva predstavljeni 16 svetiščem, vključno s svetiščem Ise.

## Glavna svečenica / glavni duhovnik
Od poznega 7. stoletja do 14. stoletja je vlogo glavne svečenice svetišča Ise opravljala članica japonske cesarske hiše, znana kot saiō. Po Man'jōšūju je bila prva saiō, ki je služila v svetišču, princesa Ōku, hči cesarja Tenmuja, v obdobju Asuka. Saiō svetišča Ise je omenjena tudi v poglavjih Aoi, Sakaki in Jugao Zgodbe o Gendžiju ter v 69. poglavju Zgodbe iz Iseja. Sistem saiō se je končal med pretresi obdobja Nanboku-čō.
Med Japonskim cesarstvom in ustanovitvijo državnega šintoizma je položaj glavnega duhovnika svetišča Ise opravljal vladajoči cesar, cesarji Meidži, Taišo in Šova pa so med svojimi vladavinami igrali vlogo glavnega duhovnika.
Od razpada državnega šintoizma med okupacijo Japonske so položaje glavnega duhovnika in najsvetejše svečenice opravljali nekdanji člani cesarske družine ali njihovi potomci. Trenutni glavni duhovnik svetišča je Takacukasa Naotake, posvojenec Takacukase Kazuko. Leta 2007 je nasledila Kitaširakava Mičihisa, pravnukinja cesarja Meidžija. Takacukaso Kazuko je nasledila njena mlajša sestra Ikeda Acuko. Leta 2012 se je Ikedi pridružila njena nečakinja Sajako Kuroda, edina hči cesarja Akihita, da bi služila kot visoka svečenica pod njo. 19. junija 2017 je Sajako uradno zamenjala svojo teto kot vrhovna svečenica.

## Arhitektura
Arhitekturni slog svetišča Ise je znan kot šinmei-zukuri, za katerega je značilna skrajna preprostost in starodavnost; njegova osnovna načela segajo v obdobje Kofun (250–538 n. št.). Stavbe svetišča uporabljajo posebno različico tega sloga, imenovano juicu-šinmei-zukuri (唯一神明造), ki se ne sme uporabljati pri gradnji nobenega drugega svetišča. Slog juicu-šinmei-zukuri posnema arhitekturne značilnosti zgodnjih riževih kašč. Stara svetišča se razgradijo in na sosednjem mestu vsakih 20 let zgradijo nova po natančnih specifikacijah ob pretiranih stroških, tako da bodo stavbe vedno nove ter za vedno starodavne in izvirne. Sedanje stavbe iz leta 2013 so 62. ponovitev do danes in so predvidene za obnovo leta 2033.
Svetišče v Naikuju je zgrajeno iz japonske ciprese (Chamaecyparis obtusa). Stavba svetišča, zgrajena na stebrih, postavljenih neposredno v tla, meri 10,9 krat 5,5 metra in vključuje dvignjena tla, verande po vsej stavbi in stopnišče, ki vodi do enih osrednjih vrat. Naikū nima oken. Streha je izdelana iz slamnatega trstičja z desetimi gredicami (kacuogi), ki so na slemenu strehe, katerih strešne deske štrlijo čez streho in tvorijo značilne razcepljene končnice (čigi) na koncih slemena. Čigi na strehi Naikūja so na vrhu ploščati in ne koničasti, kar služi kot razlika med spolom predstavljenega božanstva. V primeru Ise je Amaterasu, žensko božanstvo, predstavljeno v svetišču, zato so čigi ploščati. Strešni greben podpirata dva samostoječa stebra, imenovana munamoči-bašira. Kacuogi, čigi in munamoči-bašira so stilizirane oblike starejših tehnik gradnje skladišč, ki segajo pred uvedbo budistične arhitekture na Japonskem.
Prazno mesto poleg stavbe svetišča, mesto, kjer je nekoč stalo prejšnje svetišče in kjer bo zgrajeno naslednje, se imenuje kodenči. To območje je posejano z velikimi belimi kamenčki in je ostalo popolnoma prazno, razen oi-ja, majhne lesene koče, ki vsebuje leseno palico, visoko nekaj več kot 2 metra, imenovano šin-no-mihašira (nova sveta osrednja palica). Ko je zgrajeno novo svetišče, se zgradi okoli svetega osrednjega droga pred odstranitvijo oi-ja, tako da se osrednji drog nikoli ne vidi. Osrednji steber starega svetišča bo imel nato postavljeno novo oi-ja, tako da tudi šin-no-mihašira ostane neviden.
Postavitev enega samega stebra v središču svetega območja, posutega s kamni, predstavlja obliko, ki so jo prevzeli japonski kraji čaščenja v zelo starih časih; šin-no-mihašira bi bil torej preživetje simbolizma od zelo primitivnega simbolizma do danes.

## Obnova
Stavbe svetišč v Naikū in Gekū ter most Udži se obnovijo vsakih 20 let kot del šintoističnega verovanja v tokovako (常若), kar pomeni obnavljanje predmetov, da se ohrani močan občutek božanskega prestiža v prizadevanju za večnost in kot način prenosa gradbenih tehnik iz ene generacije v drugo. Dvajsetletni proces obnavljanja se imenuje Šikinen Sengū. Čeprav je cilj Sengūja, da se svetišče zgradi v 20-letnem obdobju, je bilo nekaj primerov, zlasti zaradi vojne, kjer je bil proces gradnje svetišča odložen ali zakasnjen. Prvotni fizični namen postopka Sengu ni znan. Vendar pa se domneva, da služi ohranjanju dolgoživosti svetišča ali morda kot gesta božanstvu, ki je zaprto v svetišču. Zgodovinsko gledano se ta ciklična rekonstrukcija že vrsto let izvaja v različnih svetiščih po vsej Japonski, kar pomeni, da to ni proces, ki je poseben samo za Ise. Celoten proces obnove traja več ali manj 17 let, pri čemer se prva leta osredotočajo na organizacijo projekta in generalno načrtovanje, zadnjih 8 let pa na fizično gradnjo svetišča.
Svetišče se je med prenovo skozi leta razvijalo, medtem ko je ohranilo nekatere svoje ključne značilnosti. Svetišče prvotno ni bilo zgrajeno z zlatimi bakrenimi okraski; vendar jih je zaradi napredka v tehnologiji in budističnega vpliva z leti pridobilo. Drug primer budističnega vpliva na svetišče je uporaba Suedama, ki so budistične krogle, vidne na različnih verskih strukturah. Simbolizira sveti dragulj in je primerljiv z njoi-šu, kroglami, ki jih držijo mnoge budistične figure. Sprva je bilo svetišče zgrajeno iz lokalno pridobljenega hinoki lesa (japonska pacipresa – Chamaecyparis obtusa), ki je zaradi svojih fizikalnih lastnosti služil kot idealen gradbeni material. Obilje lokalnega hinoki lesa je bilo kratkotrajno, svetišče pa trenutno pridobiva les prek drugih domačih proizvajalcev, ki zagotavljajo, da se za gradnjo uporablja le najboljši les. Preden je les uporaben pri gradnji svetišča, ga je treba dati skozi dolgotrajen proces staranja in sušenja, kjer je nekaj let v ribniku in nato posušen. 
Ekipa, ki gradi svetišče, je običajno oblikovana okoli nekaj dejavnikov. Ker se številne gradbene tehnike od ustanovitve svetišča Ise niso spremenile, morajo biti delavci, ki so najeti za gradnjo svetišča, vešči posebnih tehnik. Na območju svetišča ni dovoljeno uporabljati električnega orodja, kar pomeni, da so v procesu gradnje potrebni izurjeni obrtniki in tesarji, znani kot mijadaiku. Enota delavcev je prav tako organizirana glede na relativne ravni spretnosti in manj izkušeni delavci bodo opravljali manjše naloge kot bolj izkušeni delavci. Pomen najemanja posebej lokalnih obrtnikov se je sčasoma zmanjšal, saj se je število razpoložljivih mijadaiku zredčilo. Specializirano delo in posebni materiali imajo ceno; leta 2013 je bilo svetišče zgrajeno samo z zasebnimi donacijami v skupni vrednosti 57 milijard japonskih jenov (550 milijonov USD).
Avgusta je po dolgoletni tradiciji ljudem, ki živijo v Iseju, dovoljen vstop v območje okoli notranjega svetišča Naiku in Geku. Nekatere vasi vlečejo leseno kočijo, obremenjeno z belimi kamni, po reki Isuzu navzgor na območje Naiku. Vsak udeleženec dobi dva bela kamna v belem robčku, ki mu omogočata, da ju položi na območje okoli Notranjega svetišča. Druge vasi vlečejo ogromen lesen voz ali Noburi Kuruma, obremenjen z belimi kamni, do mostu Udži na vhodu v območje Naiku. Udeleženci prejmejo dva bela kamna, ki ju prav tako postavijo v sveti prostor okoli notranjega svetišča. Celotna tradicija se imenuje Šhiraisšiki in je zelo barvita, saj vsak udeleženec nosi plašč 'happi', ki predstavlja določeno vas. Obnova glavnega svetišča poteka na mestu, ki meji na staro in vsaka obnova se izmenjuje med obema mestoma. Naslednja načrtovana obnova Naikuja je predvidena leta 2033 na spodnjem, severnem mestu. Različni drugi verski obredi potekajo ob dokončanju svetišča, od katerih ima vsak drugačen namen.
V pripravah na obnovo svetišč potekajo številni festivali, ki obeležujejo posebne dogodke. Festival Okihiki poteka spomladi dve zaporedni leti in vključuje ljudi iz okoliških mest, ki vlečejo ogromne lesene hlode po ulicah Ise do Naikū in Gekū. Pred obnovo leta 2013 je bil v letih 2006 in 2007 festival Okihiki. Leto po zaključku festivala Okihiki začnejo tesarji pripravljati les za njegovo morebitno uporabo v svetišču.

## Letni festivali
Od poznega 7. stoletja, ko so postali festivali in ponudbe v svetiščih Ise bolj formalizirani, so se v Naikūju in Gekūju izvajali številni letni dogodki. Cukinamisai, ki je potekal junija in decembra, kot tudi festival Kanamesai septembra, so bile edine tri daritve, ki jih je izvedla Saiō, cesarska princesa, ki je služila kot visoka svečenica svetišča do 14. stoletja. Te daritve temeljijo na ciklu kmetijskega leta in se izvajajo še danes.
Prva pomembna slovesnost sodobnega koledarskega leta je Kinensai, kjer se moli za obilno letino. Kannamesai, kjer se moli za lepo vreme in dovolj dežja, poteka dvakrat letno maja in avgusta v Naikū in Gekū.
Najpomembnejši letni festival v svetišču Ise je festival Kannamesai (神嘗祭). Ta obred, ki poteka vsako leto oktobra, Amaterasu daruje prvo letino pridelkov v tej sezoni. Cesarski odposlanec prinese Iseju daritev riža, ki ga je požel cesar sam, ter petbarvno svileno blago in druge materiale, imenovane heihaku.
Poleg že omenjenih kmetijskih obredov potekajo obredi in festivali skozi vse leto tako v Naikū kot v Gekū za praznovanje stvari, kot so novo leto, ustanovitev Japonske, pretekli cesarji, očiščevalni rituali za duhovnike in dvorne glasbenike, fermentacija dobrega sakeja in cesarjev rojstni dan. Obstajajo tudi dnevne daritve hrane za svetišča kami, ki potekajo tako zjutraj kot zvečer.

## Naikū – notranje svetišče
Uradno ime glavnega svetišča Naikū je Kotaijingu in je kraj čaščenja boginje Amaterasu. Ozemlje Naikū vsebuje številne strukture, vključno z naslednjimi:

### Most Udži
Ta 100-metrski lesen most, zgrajen v tradicionalnem japonskem slogu, se razteza čez reko Isuzu pri vhodu v Naikū. Tako kot stavbe svetišča v Naikūju se vsakih 20 let obnovi kot del slovesnosti Šikinen Sengū. Most običajno zgradijo tesarji z manj izkušnjami, da pridobijo več spretnosti, preden se lotijo dela na glavnem svetišču. Ko prečkamo most, pot zavije desno ob bregu reke Isuzu in poteka skozi velike urejene vrtove.

### Temizuša
Po prečkanju kratkega širokega mostu romarji v svetišče naletijo na majhno pokrito strukturo Temizuša, ki vsebuje bazen vode za uporabo pri obrednem čiščenju. Obiskovalce spodbujajo, da si umijejo roke in splaknejo usta kot simbolično dejanje za čiščenje uma in telesa nečistoče. Prva od dveh velikih vrat tori stoji tik za Temizušo.

### Saikan in Anzaišo
Ko prečkamo prva velika vrata tori, je na levi strani očiščevalna dvorana (Saikan) in dvorana za obiskovalce iz cesarskega gospodinjstva (Anzaišo). Saikan uporabljajo svečeniki v svetiščih, da se očistijo pred izvajanjem obredov v svetišču. Od njih se zahteva, da preživijo eno ali dve noči, da osvobodijo svoje misli posvetnih vprašanj, se udeležijo kopeli in jedo obroke, kuhane na svetem ognju.

### Kagura-den
Ta dvorana za posebne molitve, ki je tik za drugimi velikimi vrati tori, je odprta za javnost za darovanje posameznih molitev kamijem, dajanje donacij in nakup posebnega talismana zaščite, amuletov in visečih zvitkov Amaterasu Omikami.

### Imibijaden
V tej dvorani je sveti ogenj, ki se uporablja za kuhanje vse ponudbe hrane kamijem svetišča Ise. Riž in druge daritve, kuhane na svetem ognju, so shranjeni v škatli iz japonske paciprese, nato pa prečiščeni v Haraedu tik pred Imibijadenom, preden je ponujeno kamijem.

### Kōtai Džingū – glavno svetišče
Romarska pot se nato po nizu velikih kamnitih stopnic približa ograji notranjega svetišča (昇殿, šōden) Naikū. Znotraj druge ograje znotraj vrat je samo glavno svetišče (正宮, seigū). Obiskovalci se držijo ob straneh poti, saj je sredina namenjena boginji Amaterasu. Bonton je enak kot za večino šintoističnih svetišč. Čeprav je dejansko svetišče skrito za veliko ograjo, se lahko romarji približajo vratom in molijo. Fotografiranje na tem območju je prepovedano in ta omejitev je strogo nadzorovana.
Kotai Džingū naj bi držal sveto ogledalo, eno od treh japonskih cesarskih regaij, ki naj bi jih prvemu cesarju podelili bogovi. S poti, ki sledi liniji zunanjega obzidja, se skozi drevesa vidi značilna streha svetišča. Pred kompleksom obzidanega svetišča je mogoče videti odprto površino, ki je bila kraj obnove svetišča leta 2013.

## Romanje v Ise
Romanje v svetišče Ise, znano tudi kot Sangū, je pridobilo izjemno priljubljenost v obdobju Edo, kamor je vsako leto tja potovalo na sto tisoče romarjev. Rast je bila eksponentna, samo v letu 1830 je svetišče obiskalo 5 milijonov romarjev. Turisti iz tujine so začeli obiskovati in dokumentirati Ise do konca 19. stoletja. Priljubljenost potovanja v Ise je povzročila obsežna omrežja in skupine popotnikov, kar je na koncu pripeljalo do podjetij, ki so si prizadevala izkoristiti ta pritok zanimanja za svetišče. Potovalni vodniki so bili narejeni za pomoč popotnikom pri njihovi navigaciji, pa tudi za obveščanje o določenih pomembnih krajih, ki jih je treba obiskati med bivanjem v Iseju. Vključili so tudi lesene grafike svetišča, ki so bile zelo privlačne za tiste, ki so opravili dolgo pot do svetišča. Poleg tega so ljudje želeli spominke, zaradi česar so v Iseju številni prodajalci prodajali splošno blago in posebne izdelke. Obstajale so tudi različne poštne postaje, ki so imele posebna darila, med katerimi so bile številne grafike na les. Romanje je imelo več namenov in pozivov. Na to so gledali kot na proces čiščenja in z obiskom Iseja so bili romarji očiščeni in jim je pomagal do dobrega posmrtnega življenja. Na to so gledali tudi kot na počitnice, saj je bila pot do svetišča skoraj tako pomembna kot dejanski prihod tja. V 21. stoletju je Ise še vedno pomembna destinacija tako za tuje turiste kot predvsem za japonsko skupnost; Leta 2013 je svetišče obiskalo 9 milijonov japonskih turistov.